# Antonio Pagés Larraya
Antonio Pagés Larraya (General Alvear, Mendoza, 18 de diciembre de 1918 - Buenos Aires, 13 de octubre de 2005) fue un escritor, crítico literario, autor teatral, profesor de enseñanza secundaria, académico, investigador y catedrático universitario argentino, especializado en literatura nacional.

## Biografía
Nació en General Alvear, Mendoza, el 18 de diciembre de 1918. Estudió en la Facultad de Filosofía y Letras de la Universidad de Buenos Aires, graduándose en 1943. Entre sus maestros estuvo Ricardo Rojas.
Fue profesor titular regular de Literatura Argentina en la UBA (1956 - 1973); profesor de cátedras en la Universidad Autónoma de México y en la Universidad de California; dictó cursos y conferencias en la Sorbona, la Universidad de Yale y la Universidad de Princeton, entre otras instituciones; director nacional de Radiodifusión y Televisión (1956 - 1958); secretario de Estado de Comunicaciones en el gobierno de Illia; colaborador permanente del diario La Nación desde 1943; investigador emérito en el CONICET; fue designado miembro de número de la Academia Argentina de Letras en 1982; profesor Honorario de la Universidad de San Marcos, Lima, Perú, en 1983; Miembro de número del Instituto Sarmiento de Sociología e Historia en 1984; miembro del Consejo Asesor del Latin American Studies Program de la Universidad de California; adscripto Honorario al Instituto Nacional de Antropología en 1969; asesor honorario del Directorio de la Secretaria de Ciencia y Técnica de la Nación. Entre sus obras más importantes figuran Sala Grussac y Prosas del Martín Fierro; prolífico en poesía, cabe destacarse una pequeña obra, "Regresos", que además de su simple profundidad expresiva, es un testimonio y una denuncia histórica. En 1954 ganó el Primer Premio Municipal de Teatro por su obra dramática  "Santos Vega, el payador", que fue llevada al cine. 
En su primer matrimonio con Celia B. Pierini tuvo tres hijos: Beatriz Irene Rosa, Guillermo Leonardo, y Antonio Roberto Enrique. Los dos primeros desaparecidos durante la dictadura militar comenzada en 1976, el tercero (Antonio) secuestrado en la ESMA, fue liberado y es el único sobreviviente. 
En su segundo matrimonio con Silvia Delpy tuvo tres hijas: Gloria María, María Clara y Ana Magdalena; y de ellas cinco nietos (Francisco, Nina, Salvador Sánchez Pages, Lucero Sánchez Pages y Juan).  Otros cuatro nietos tiene por Antonio: Santiago, Mariela, Rocío y Julieta.
Falleció el 13 de octubre de 2005 en Buenos Aires.

## Obras
Escribió artículos sobre temas de su especialidad que fueron publicados en revistas y diarios de Hispanoamérica, Europa y los Estados Unidos. En 1963 la bibliografía de Antonio Pagés Larraya contaba con más de 300 publicaciones (monografías, artículos, libros), sumándose posteriormente más de 200 obras.
- El constructor de esperanzas; esbozo histórico acerca de la vida de Tomás Godoy Cruz - 1938.[4]
- El poeta Antonino Lamberti: contribución al estudio del ambiente literario de su época - 1943.[5]
- La iniciación intelectual de Mitre - 1943.[6]
- El poeta Antonino Lamberti - 1943.[7]
- Prosas del Martín Fierro - 1952. Estudio preliminar.[8]
- Cuentos de nuestra tierra - 1952. Estudio preliminar, selección y notas.[9]
- Pastor Obligado y las tradiciones argentinas, 1955;
- Notas críticas a La aurora en Copacabana de Calderón de la Barca, 1956;
- Santos Vega, el payador - 1958.[10]
- Perduración romántica de las letras argentinas - 1963
- Sala Groussac - 1965.[11]
- Gabriela de Coni y sus ficciones precursoras - 1965.[12]
- Hacia Leopoldo Lugones - 1966.
- Juan María Gutiérrez y Ricardo Rojas: iniciación de la crítica argentina - 1983.[13]
- El adiós de Sarmiento - 1993.[14]
- Nace la novela argentina (1880-1900) - 1994.[15]
- Juan María Gutiérrez: iniciador de la crítica literaria argentina, 1996.

### Poesía
- Palabras sobre palabras, Ediciones del Búho, 1970;
- Ausencia del ángel, Ediciones del Búho, 1970;
- Canto llano, Ediciones del Búho, 1971;
- Regresos, La Torre Abolida, 1984;[16]
- Plaza Libertad, Fundación Argentina para la Poesía, 1984;[17]
- Voces de sangre, 1996.[18]

## Premios y reconocimientos
- Fondo Nacional de las Artes
- 1962 - Becario de la Fundación Guggenheim.[19]
- Conicet
- Ministerio de Educación y Ciencias de España
- 1954 - Primer Premio Municipal de Teatro por su obra teatral Santos Vega, el payador.
- 1954 - Primer Premio de la Asociación de Cronistas Cinematográficos por Facundo, guion cinematográfico.
- 1965 - Primer Premio Municipal de ensayo «Ricardo Rojas» por su libro Sala Groussac.
- 1966 - Premio del Concurso del diario La Nación al mejor ensayo por Hacia Leopoldo Lugones.
- 1967 - Premio del Instituto Nacional de Cinematografía por Prilidiano Pueyrredón, historia de un cuadro.
- 1984 - Premio Konex de Platino - Ensayo Literario.[2]
- 1988 - Primer Premio «Gente de Letras» al mejor ensayista argentino.[2]
- 1991 - Doctor honoris causa de la Universidad Nacional de Cuyo.[2]